# Kraina Szumawska
Kraina Szumawska (czes. Šumavská subprovincie, niem. Böhmerwald-Subprovinz lub Oberpfälzisch-Bayerischer Wald) – podprowincja fizycznogeograficzna w obrębie Masywu Czeskiego, po części na terenie Czech, Bawarii i Austrii. Po Sudetach jest to drugi pod względem wysokości łańcuch górski Czech, a po Alpach i Schwarzwaldzie – trzeci w granicach Niemiec.

## Geografia
Kraina Szumawska tworzy łańcuch gór średnich i niskich odgraniczających Masyw Czeski od południowego zachodu. Najwyższym wzniesieniem jest szczyt Großer Arber (czes. Velký Javor) wysokości 1456 m n.p.m., leżący w Lesie Bawarskim (Niemcy). W Czechach i Austrii najwyższy jest wierzchołek Plechý (niem. Plöckenstein), wysokości 1378,3 m n.p.m., leżący na granicy czesko-austriackiej.
Podprowincja leży w dorzeczu Wełtawy, dopływu Łaby (część północno-wschodnia, w większości czeska) i Dunaju (część południowo-zachodnia, w większości niemiecka i austriacka).
Jest to obszar silnie zalesiony i słabo zaludniony, szczególnie po stronie czeskiej. Dominują sztucznie nasadzone świerkowe lasy gospodarcze, jednak na terenie parków narodowych przebiega proces renaturalizacji, będący największym tego typu projektem w Europie.
Graniczy z Wyżyną Berounki (czes. Poberounská subprovincie) i Wyżyną Czeskomorawską (czes. Česko-moravská subprovincie) od wschodu, Basenem Szwabsko-Frankońskim od zachodu, z Wyżyną Bawarską (niem. Alpenvorland) od południa a od północy ze Smreczanami, wchodzącymi w skład Krainy Rudaw (czes. Krušnohorská subprovincie) w ujęciu czeskim lub Średniogórza Turyńsko-Frankońskiego (niem. Thüringisch-Fränkisches Mittelgebirge) w ujęciu niemieckim.

### Regionalizacja fizycznogeograficzna i nazewnictwo

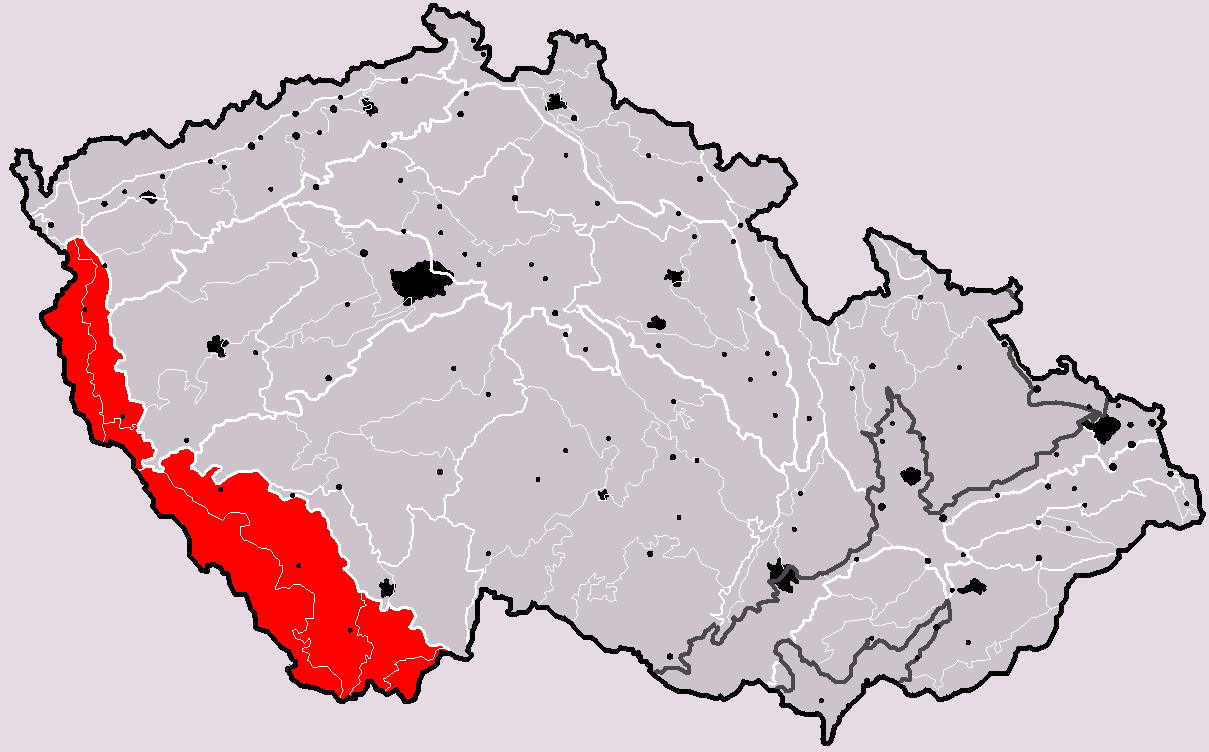
Położenie Krainy Szumawskiej w Czechach

Kraina Szumawska jest wydzielana jako odrębna podprowincja zarówno przez geografów czeskich, jak i niemieckich, ale są istotne różnice w nazewnictwie. Po stronie austriackiej natomiast stanowi ona jedną całość razem z południowym skrajem Wyżyny Czesko-Morawskiej, określaną jako Płyta Granitowo-Gnejsowa (niem. Granit- und Gneisplateau).
Po stronie czeskiej wyróżnia się dwa makroregiony: Szumawę (czes. Šumavská hornatina) i Las Czeski (czes. Českoleská oblasť). Ich odpowiednikami po stronie niemieckiej są Las Bawarski (niem. Bayrischer Wald) i Las Górnopalatynacki (niem. Oberpfälzer Wald). Jednakże w Niemczech i Austrii używa się jeszcze określenia Böhmerwald (dosł. Las Czechów) odpowiadające Szumawie właściwej (bez podgórza). Synonimem tego określenia w Bawarii jest Hinterer Bayerischer Wald, czyli „Tylny Las Bawarski”. Do tego funkcjonuje określenie Böhmische Wald odpowiadające właściwemu Lasowi Czeskiemu i nie będące tożsamym z Böhmerwald.
Historycznie określenie „Las Bawarski” stosowano jedynie do Przedniego Lasu Bawarskiego (niem. Vorderer Bayerischer Wald), zaś „Las Czeski” (Böhmerwald) w odniesieniu do Szumawy i Lasu Czeskiego.
W języku polskim określenia Las Górnopalatynacki i Las Czeski są tożsame, podobnie Szumawa i Las Bawarski. Stosuje się je w zależności od kontekstu.
Do Krainy Szumawskiej w ujęciu czeskim i niemieckim zaliczają się austriackie regiony Mühlviertel w Górnej Austrii i zachodnia część regionu Waldviertel w Dolnej Austrii.

## Historia
W średniowieczu kraina stanowiła słabo zaludnione pogranicze między ludnością słowiańską i germańską, oddzielając Czechy od Bawarii. Szerszą akcję kolonizacyjną władcy tych państw rozpoczęli dopiero w XII wieku, w ramach umacniania swoich granic. Wzdłuż podgórzy po stronie czeskiej osiadali Chodowie, których lokalne tradycje przetrwały do dziś w okolicach Domažlic w regionie etnograficznym Chodsko.
W 1526 roku na tron czeski został wybrany Ferdynand I Habsburg. W wyniku wojny trzydziestoletniej Czechy zostały zdziesiątkowane przez działania wojenne oraz spowodowane nimi epidemie i głód. W XVIII wieku władze austriackie zaczęły prowadzić na terenie Krainy Szumawskiej kampanię osadniczą, zwiększając w ten sposób udział ludności niemieckojęzycznej. Ta przywędrowała głównie z sąsiednich regionów Bawarii i Austrii. Osadnicy przyczynili się do rozwoju przemysłu w regionie, wyrabiając przede wszystkim szkło, porcelanę i tekstylia. Innymi zajęciami miejscowej ludności było rolnictwo i leśnictwo.
Współczesną granicę między Austrią i Bawarią ustalono na kongresie wiedeńskim w 1815 roku. Kilka lat wcześniej ziemie Habsburgów przekształcono w Cesarstwo Austrii, którego prowincją było Królestwo Czech, a terytoria Wittelsbachów w Królestwo Bawarii. W XIX wieku nastąpiło odrodzenie narodowe Czechów, w którym Chodowie uzyskali symboliczny status, jako najbardziej na zachód wysunięta czeska grupa etniczna, której utrzymanie słowiańskiej tożsamości wiązano z ich średniowieczną misją strażników granicznych. Nieco później, w 1871 roku nastąpiło zjednoczenie Niemiec, w wyniku którego Bawaria weszła w skład nowego państwa federalnego, ale nie Austria.
Ten stan rzeczy zmienił się po I wojnie światowej, w wyniku której powołano Czechosłowację. To nie podobało się miejscowej ludności niemieckojęzycznej i sprowokowało aneksję regionu przez Niemcy w 1938 roku, po uprzednim przyłączeniu Austrii. W czasie dyktatury narodowosocjalistycznej ludność czeska była prześladowana, co zaowocowało samosądami po klęsce III Rzeszy w II wojnie światowej, a następnie wypędzeniem ludności niemieckojęzycznej. Ponieważ w wyniku zamachu stanu w 1948 roku władzę w kraju objęli komuniści, Kraina Szumawska stanowiła część silnie chronionej granicy będącej częścią Żelaznej Kurtyny. Władze czechosłowackie zadecydowały o niezasiedlaniu pasa granicznego i wyburzyły większość poniemieckich wsi. Do dziś jest to najsłabiej zaludniony region Czech.
W 1970 roku po stronie bawarskiej powołano pierwszy w Niemczech park narodowy. Po upadku komunizmu powołano w 1991 roku powołano podobną instytucję po stronie czeskiej, tworząc w ten sposób jeden z największych obszarów chronionych w Europie Środkowej.

## Ochrona przyrody
Na terenie Krainy Szumawskiej powołano liczne formy ochrony przyrody. Najważniejszą są dwa parki narodowe położone transgranicznie na terenie Bawarii i Czech: Park Narodowy Lasu Bawarskiego (niem. Nationalpark Bayerischer Wald) i Park Narodowy Szumawa (cz. Národní park Šumava). Otulinę czeskiego parku narodowego  stanowi Obszar Chronionego Krajobrazu Szumawa (cz. Chráněná krajinná oblast Šumava), ponadto powołano do istnienia OChK Blanský les (cz. Chráněná krajinná oblast Blanský les) chroniący część Podgórza Szumawskiego oraz OChK Las Czeski (cz. Chráněná krajinná oblast Český les) ciągnący się wzdłuż granicy państwowej. Całość uzupełnia sieć parków przyrody (cz. Přírodní park) oraz rezerwatów przyrody. Po stronie niemieckiej istnieją liczne rezerwaty przyrody (niem. Naturschutzgebiet), rezerwaty krajobrazowe (niem. Landschaftschutzgebiet) oraz parki krajobrazowe chroniące niemal cały obszar bawarski: Park Krajobrazowy Lasu Bawarskiego (niem. Naturpark Bayerischer Wald), Park Krajobrazowy Górnego Lasu Bawarskiego (niem. Naturpark Oberer Bayerischer Wald), Park Krajobrazowy Lasu Górnopalatynackiego (niem. Naturpark Oberpfälzer Wald) oraz  Park Krajobrazowy Północnego Lasu Górnopalatynackiego (niem. Naturpark Nördlicher Oberpfälzer Wald). Do tego północną część regionu obejmuje Geopark Czesko-Bawarski (cz. Česko-Bavorský Geopark, niem. Nationaler GeoPark Bayern-Böhmen).